# Thysanotus vernalis
Thysanotus vernalis är en sparrisväxtart som beskrevs av Norman Henry Brittan. Thysanotus vernalis ingår i släktet Thysanotus och familjen sparrisväxter. Inga underarter finns listade i Catalogue of Life.